# Hartsros (växt)
Hartsros (Rosa mollis) är en rosväxtart som beskrevs av James Edward Smith. Hartsros ingår i släktet rosor, och familjen rosväxter. Inga underarter finns listade i Catalogue of Life.

## Bildgalleri

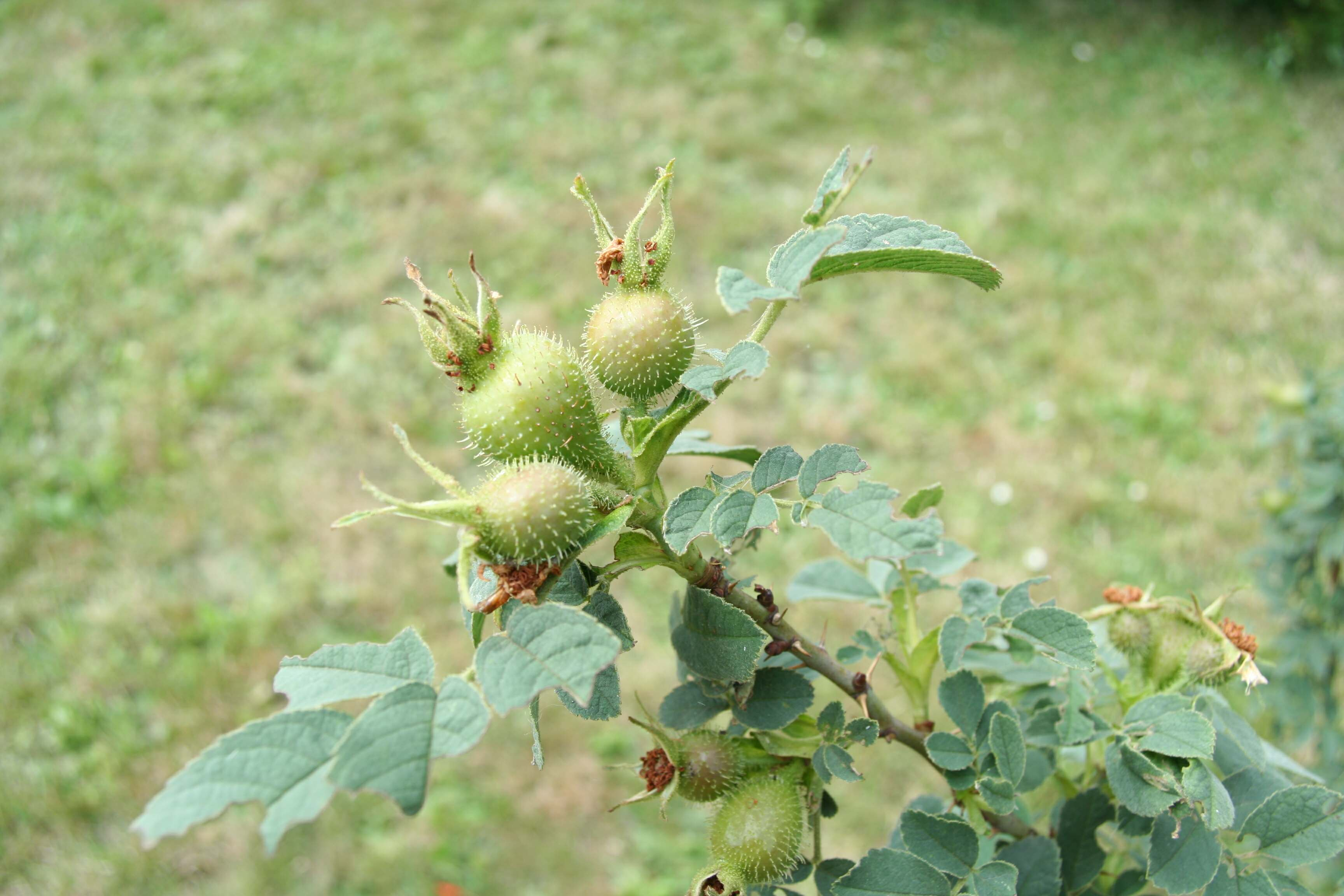
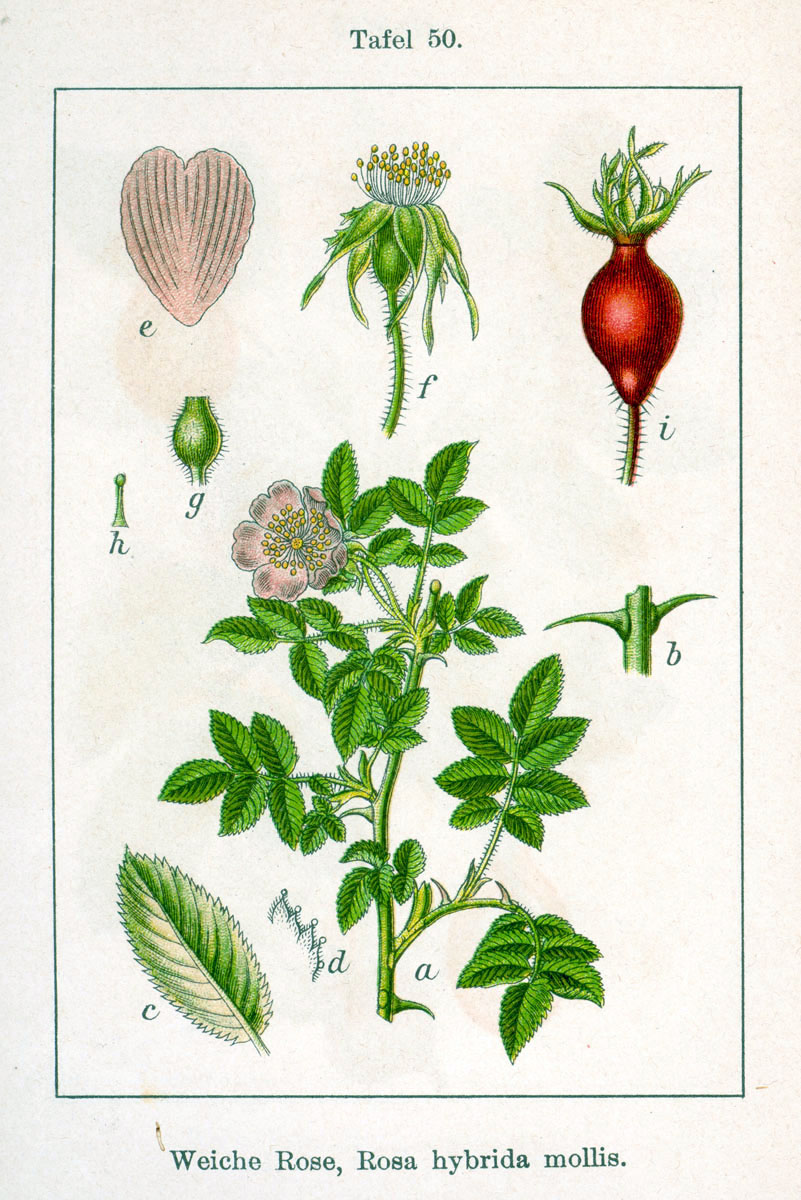